# Parafia Świętych Apostołów Piotra i Pawła w Aberdeen
Parafia Świętych Apostołów Piotra i Pawła w Aberdeen (ang. SS. Peter and Paul Parish) – parafia rzymskokatolicka położona w Aberdeen w stanie Washington w Stanach Zjednoczonych.
Ustanowiona w 1907 roku. Jest ona wieloetniczną parafią w archidiecezji Seattle z mszą św. w j. polskim dla polskich imigrantów.
Parafia została poświęcona Świętym Apostołom Piotrowi i Pawłowi.

## Duszpasterze
- ks. Constantine Brzoska (1907–1917)
- ks. Joseph Pokorny (1917-1917)
- ks. Joseph Meissner (1917-1920)
- ks. Constantine Brzoska (1920-1952)
- ks. Joseph Dominic (1952=1996)
- ks. James D. Picton (1996-1998) (proboszcz regionalny)
- ks. Roger Smith (1998-1999) (proboszcz regionalny)
- ks. Paul Magnano (1999-2001) (proboszcz regionalny)
- ks. Martin J. Bourke (2001-2007)
- ks. Dennis E. Robb (2007-obecnie)